# Liste der Säugetiere Deutschlands

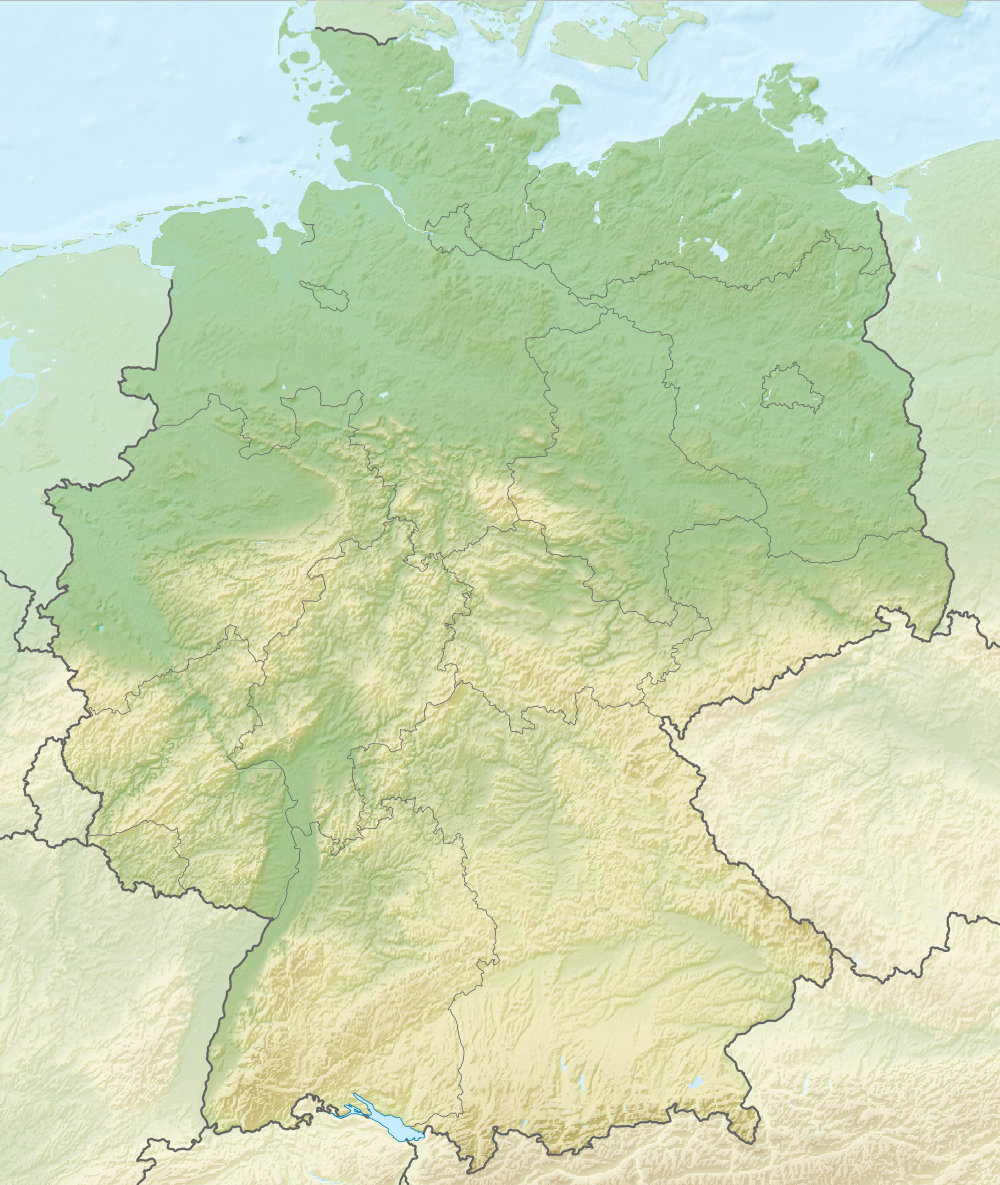
Topografische Karte Deutschlands

Lage Deutschlands in Europa

Diese kommentierte Liste führt die beobachtete wild lebende Säugetierfauna in Deutschland auf.
Sie listet die Arten der Säugetiere (Mammalia) Deutschlands auf, die rezent vorkommen oder in Deutschland ab 1492 als ausgestorben eingestuft wurden. Haus- und Nutztiere sowie Zootiere gehören nicht dazu. Diese Liste enthält 136 Arten, die in neun Ordnungen und 36 Familien unterteilt sind.
Sie enthält mindestens 13 in Deutschland eingeführte Arten (nach 1492), die mehr oder weniger gut akklimatisiert sind und zum Teil zu großen Problemen führen (siehe Waschbär, Mink).
Es werden auch Irrgäste aufgeführt. Dies sind Arten, die sich versehentlich (mehr oder weniger sicher) von ihrem üblichen Verbreitungsgebiet entfernen und hier in Deutschland landen. Sie sind also nicht einheimisch in diesem Gebiet, zählen aber zu dessen Fauna.

## Status der Roten Liste der IUCN
Von den genannten Arten sind vier „vom Aussterben bedroht“, vier „stark gefährdet“, sieben „gefährdet“, elf „potenziell gefährdet“ und zwei mit „ungenügender Datengrundlage“ (nach den Kriterien der Roten Liste der IUCN auf globaler Ebene).
Es kann auch Tierarten enthalten, die von der Roten Liste der IUCN nicht anerkannt sind (hier das Hausrind) und die als „nicht beurteilt“ eingestuft werden: dies geht auf fehlende Daten, Haustierarten oder ausgestorbene Arten zurück. In Deutschland gibt es keine endemischen Säugetierarten oder -unterarten. Seit dem lokalen Aussterben der Bayerischen Kurzohrmaus (Microtus bavaricus) ist sie derzeit nur noch in Österreich vertreten (siehe Liste der Säugetiere Österreichs).
Die von der Roten Liste der IUCN verwendeten Erhaltungszustände sind:
| (EX) | ausgestorben (engl. extinct)                          | es gibt auf der Welt kein lebendes Individuum mehr |
| (EW) | in der Natur ausgestorben (engl. extinct in the wild) | es gibt lediglich Individuen in Kultur, in Gefangenschaft oder in eingebürgerten Populationen außerhalb des natürlichen Verbreitungsgebietes                                                                                              |
| (CR) | vom Aussterben bedroht (engl. critically endangered)  | extrem hohes Risiko des Aussterbens in der Natur in unmittelbarer Zukunft |
| (EN) | stark gefährdet (engl. endangered)                    | sehr hohes Risiko des Aussterbens in der Natur in unmittelbarer Zukunft |
| (VU) | gefährdet (engl. vulnerable)                          | hohes Risiko des Aussterbens in der Natur in unmittelbarer Zukunft |
| (NT) | potenziell gefährdet (engl. near threatened)          | die Beurteilung führte nicht zur Einstufung in die Kategorien vom Aussterben bedroht, stark gefährdet oder gefährdet, die Schwellenwerte wurden jedoch nur knapp unterschritten oder werden wahrscheinlich in naher Zukunft überschritten |
| (LC) | nicht gefährdet (engl. least concern)                 | die Beurteilung führte nicht zur Einstufung in die Kategorien vom Aussterben bedroht, stark gefährdet, gefährdet oder potenziell gefährdet                                                                                                |
| (DD) | ungenügende Datengrundlage (engl. data deficient)     | die vorhandenen Informationen reichen nicht für eine Beurteilung des Aussterberisikos aus |
| (NE) | nicht beurteilt (engl. not evaluated)                 | die Art existiert, es wurde jedoch keine Beurteilung durchgeführt, zum Beispiel bei invasiven Arten |

## Status der Roten Liste Deutschlands (RL D)
Deutschland liegt im EU-weiten Vergleich unter den fünf Ländern mit der größten Säugetiervielfalt.
Etwa 41 Prozent der eingestuften Säugetierarten sind bestandsgefährdet oder werden nach der aktuellen Roten Liste Deutschlands (Stand 2019) bereits als ausgestorben betrachtet. Es sind innerhalb der Ordnung der Fledertiere besonders viele Arten als bestandsgefährdet eingeschätzt. Etwa 10 Prozent der Säugetierarten befinden sich auf der Vorwarnliste, nur 33 Prozent der Arten gelten noch als ungefährdet. Ein Prozentsatz von 9 Prozent gilt als extrem selten, dazu zählt zum Beispiel der Steinbock. Für die verbliebenen Arten (6 Prozent) ist die Datenlage unzureichend.
Legende Spalte RL D:
- 0 = Ausgestorben oder verschollen
- 1 = Vom Aussterben bedroht
- 2 = Stark gefährdet
- 3 = Gefährdet
- G = Gefährdung unbekannten Ausmaßes
- R = Extrem selten
- V = Vorwarnliste
- D = Daten unzureichend
- * = Ungefährdet
- / = Nicht bewertet
- U = Unbeständige und kultivierte Taxa

## Ordnung:Diprotodontia

### Familie:Kängurus(Macropodidae)
| wissenschaftlicher Name und Autor      | deutscher Name   | Herkunft und Status     | Verbreitungsgebiet | IUCN-RL | RL D | Bild |
| -------------------------------------- | ---------------- | ----------------------- | ------------------ | ------- | ---- | ---- |
| Macropus rufogriseus (Desmarest, 1817) | Rotnackenwallaby | allochthon (eingeführt) | Verbreitungskarte  | (LC)    |      |      |

## Ordnung:Hasenartige(Lagomorpha)

### Familie:Hasen(Leporidae)
| wissenschaftlicher Name und Autor      | deutscher Name | Herkunft und Status     | Verbreitungsgebiet | IUCN-RL | RL D | Bild |
| -------------------------------------- | -------------- | ----------------------- | ------------------ | ------- | ---- | ---- |
| Lepus europaeus Pallas, 1778           | Feldhase       | autochthon              |                    | (LC)    | 3    |      |
| Lepus timidus Linnaeus, 1758           | Schneehase     | autochthon              | Verbreitungskarte  | (LC)    | R    |      |
| Oryctolagus cuniculus (Linnaeus, 1758) | Wildkaninchen  | allochthon (eingeführt) |                    | (EN)    | V    |      |

## Ordnung:Nagetiere(Rodentia)

### Familie:Biber(Castoridae)
| wissenschaftlicher Name und Autor | deutscher Name     | Herkunft und Status     | Verbreitungsgebiet | IUCN-RL | RL D | Bild |
| --------------------------------- | ------------------ | ----------------------- | ------------------ | ------- | ---- | ---- |
| Castor canadensis Kuhl, 1820      | Kanadischer Biber  | allochthon (eingeführt) |                    | (LC)    | /    |      |
| Castor fiber Linnaeus, 1758       | Europäischer Biber | autochthon              |                    | (LC)    | V    |      |

### Familie:Myocastoridae
| wissenschaftlicher Name und Autor | deutscher Name           | Herkunft und Status     | Verbreitungsgebiet | IUCN-RL | RL D | Bild |
| --------------------------------- | ------------------------ | ----------------------- | ------------------ | ------- | ---- | ---- |
| Myocastor coypus (Molina, 1782)   | Nutria (auch Biberratte) | allochthon (eingeführt) |                    | (LC)    | /    |      |

### Familie:Springmäuse(Dipodidae)
| wissenschaftlicher Name und Autor | deutscher Name | Herkunft und Status | Verbreitungsgebiet | IUCN-RL | RL D | Bild |
| --------------------------------- | -------------- | ------------------- | ------------------ | ------- | ---- | ---- |
| Sicista betulina (Pallas, 1779)   | Waldbirkenmaus | autochthon          |                    | (LC)    | 2    |      |

### Familie:Wühler(Cricetidae)
| wissenschaftlicher Name und Autor                 | deutscher Name                                         | Herkunft und Status                           | Verbreitungsgebiet | IUCN-RL | RL D | Bild |
| ------------------------------------------------- | ------------------------------------------------------ | --------------------------------------------- | ------------------ | ------- | ---- | ---- |
| Arvicola amphibius (Linnaeus, 1758)               | Ostschermaus (auch Aquatische Schermaus)               | autochthon                                    |                    | (LC)    | *    |      |
| Arvicola scherman (Shaw, 1801)                    | Gebirgsschermaus (auch Terrestrische Schermaus)        | autochthon                                    |                    | (LC)    |      |      |
| Chionomys nivalis (Martins, 1842)                 | Schneemaus                                             | autochthon                                    |                    | (LC)    | R    |      |
| Microtus oeconomus (Pallas, 1776)                 | Nordische Wühlmaus (auch Sumpfmaus)                    | autochthon                                    |                    | (LC)    | 2    |      |
| Microtus agrestis (Linnaeus, 1761)                | Erdmaus                                                | autochthon                                    |                    | (LC)    | *    |      |
| Microtus arvalis (Pallas, 1778)                   | Feldmaus                                               | autochthon                                    |                    | (LC)    | *    |      |
| Microtus bavaricus (König, 1962)                  | Bayerische Kurzohrmaus (auch Bayerische Kleinwühlmaus) | autochthon (in Deutschland 1962 ausgestorben) |                    | (CR)    | 0    |      |
| Microtus subterraneus (de Sélys Longchamps, 1836) | Kurzohrmaus (auch Kleinwühlmaus)                       | autochthon                                    |                    | (LC)    | D    |      |
| Myodes glareolus Schreber, 1780                   | Rötelmaus                                              | autochthon                                    |                    | (LC)    | *    |      |
| Ondatra zibethicus (Linnaeus, 1766)               | Bisamratte                                             | allochthon                                    |                    | (LC)    | /    |      |
| Cricetus cricetus (Linnaeus, 1758)                | Feldhamster                                            | autochthon                                    |                    | (CR)    | 1    |      |

### Familie:Langschwanzmäuse(Muridae)
| wissenschaftlicher Name und Autor     | deutscher Name                             | Herkunft und Status     | Verbreitungsgebiet | IUCN-RL | RL D | Bild       |
| ------------------------------------- | ------------------------------------------ | ----------------------- | ------------------ | ------- | ---- | ---------- |
| Apodemus agrarius (Pallas, 1771)      | Brandmaus                                  | autochthon              |                    | (LC)    | D    | Mulot rayé |
| Apodemus alpicola Heinrich, 1952      | Alpenwaldmaus                              | autochthon              |                    | (LC)    | R    |            |
| Apodemus flavicollis (Melchior, 1834) | Gelbhalsmaus                               | autochthon              |                    | (LC)    | *    |            |
| Apodemus sylvaticus (Linnaeus, 1758)  | Waldmaus                                   | autochthon              |                    | (LC)    | *    |            |
| Micromys minutus (Pallas, 1771)       | Zwergmaus                                  | autochthon              |                    | (LC)    | V    |            |
| Mus musculus Linnaeus, 1758           | Hausmaus (Östliche und Westliche Hausmaus) | allochthon (eingeführt) |                    | (LC)    | *    |            |
| Rattus norvegicus (Berkenhout, 1769)  | Wanderratte                                | allochthon (eingeführt) |                    | (LC)    | *    |            |
| Rattus rattus (Linnaeus, 1758)        | Hausratte                                  | allochthon (eingeführt) |                    | (LC)    | 1    |            |

### Familie:Bilche(Gliridae)
| wissenschaftlicher Name und Autor         | deutscher Name | Herkunft und Status | Verbreitungsgebiet | IUCN-RL | RL D | Bild |
| ----------------------------------------- | -------------- | ------------------- | ------------------ | ------- | ---- | ---- |
| Glis glis Linnaeus, 1766                  | Siebenschläfer | autochthon          |                    | (LC)    | *    |      |
| Dryomys nitedula (Pallas, 1778)           | Baumschläfer   | autochthon          |                    | (LC)    | R    |      |
| Eliomys quercinus (Linnaeus, 1766)        | Gartenschläfer | autochthon          |                    | (NT)    | 2    |      |
| Muscardinus avellanarius (Linnaeus, 1758) | Haselmaus      | autochthon          |                    | (LC)    | V    |      |

### Familie:Hörnchen(Sciuridae)
| wissenschaftlicher Name und Autor      | deutscher Name                   | Herkunft und Status | Verbreitungsgebiet | IUCN-RL | RL D | Bild |
| -------------------------------------- | -------------------------------- | --- | ------------------ | ------- | ---- | ---- |
| Sciurus vulgaris Linnaeus, 1758        | Eurasisches Eichhörnchen         | autochthon |                    | (LC)    | *    |      |
| Marmota marmota (Linnaeus, 1758)       | Alpenmurmeltier                  | autochthon |                    | (LC)    | *    |      |
| Spermophilus citellus (Linnaeus, 1766) | Europäischer Ziesel              | allochthon (in Deutschland ausgestorben, einziges Vorkommen bestand bis ca. 1985, zurzeit läuft eine Wiederansiedlung) |                    | (EN)    | 0    |      |
| Tamias sibiricus (Laxmann, 1769)       | Burunduk (auch Streifenhörnchen) | allochthon (eingeführt)                                                                                                |                    | (LC)    | U    |      |

## Ordnung:Insektenfresser(Eulipotyphla)

### Familie:Igel(Erinaceidae)
| wissenschaftlicher Name und Autor           | deutscher Name                          | Herkunft und Status                                | Verbreitungsgebiet | IUCN-RL | RL D | Bild |
| ------------------------------------------- | --------------------------------------- | -------------------------------------------------- | ------------------ | ------- | ---- | ---- |
| Erinaceus europaeus Linnaeus, 1758          | Braunbrustigel (auch Westigel)          | autochthon                                         |                    | (LC)    | V    |      |
| Erinaceus roumanicus Barrett-Hamilton, 1900 | Nördlicher Weißbrustigel (auch Ostigel) | autochthon, (in Deutschland vor 1945 ausgestorben) |                    | (LC)    | 0    |      |

### Familie:Spitzmäuse(Soricidae)
| wissenschaftlicher Name und Autor   | deutscher Name       | Herkunft und Status | Verbreitungsgebiet | IUCN-RL | RL D | Bild |
| ----------------------------------- | -------------------- | ------------------- | ------------------ | ------- | ---- | ---- |
| Crocidura leucodon (Hermann, 1780)  | Feldspitzmaus        | autochthon          |                    | (LC)    | V    |      |
| Crocidura russula (Hermann, 1780)   | Hausspitzmaus        | allochthon          |                    | (LC)    | *    |      |
| Crocidura suaveolens (Pallas, 1811) | Gartenspitzmaus      | autochthon          |                    | (LC)    | 3    |      |
| Neomys anomalus Cabrera, 1907       | Sumpfspitzmaus       | autochthon          |                    | (LC)    | 2    |      |
| Neomys fodiens (Pennant, 1771)      | Wasserspitzmaus      | autochthon          |                    | (LC)    | V    |      |
| Sorex alpinus Schinz, 1837          | Alpenspitzmaus       | autochthon          |                    | (NT)    | G    |      |
| Sorex araneus Linnaeus, 1758        | Waldspitzmaus        | autochthon          |                    | (LC)    | *    |      |
| Sorex coronatus Millet, 1828        | Schabrackenspitzmaus | autochthon          |                    | (LC)    | *    |      |
| Sorex minutus Linnaeus, 1766        | Zwergspitzmaus       | autochthon          |                    | (LC)    | *    |      |

### Familie:Maulwürfe(Talpidae)
| wissenschaftlicher Name und Autor | deutscher Name        | Herkunft und Status | Verbreitungsgebiet | IUCN-RL | RL D | Bild |
| --------------------------------- | --------------------- | ------------------- | ------------------ | ------- | ---- | ---- |
| Talpa europaea Linnaeus, 1758     | Europäischer Maulwurf | autochthon          |                    | (LC)    | *    |      |

## Ordnung:Fledertiere(Chiroptera)

### Familie:Bulldoggfledermäuse(Molossidae)
| wissenschaftlicher Name und Autor    | deutscher Name                 | Herkunft und Status | Verbreitungsgebiet | IUCN-RL | RL D | Bild |
| ------------------------------------ | ------------------------------ | ------------------- | ------------------ | ------- | ---- | ---- |
| Tadarida teniotis (Rafinesque, 1814) | Europäische Bulldoggfledermaus | Irrgast             |                    | (LC)    |      |      |

### Familie:Hufeisennasen(Rhinolophidae)
| wissenschaftlicher Name und Autor          | deutscher Name      | Herkunft und Status | Verbreitungsgebiet | IUCN-RL | RL D | Bild |
| ------------------------------------------ | ------------------- | ------------------- | ------------------ | ------- | ---- | ---- |
| Rhinolophus ferrumequinum (Schreber, 1774) | Große Hufeisennase  | autochthon          |                    | (LC)    | 1    |      |
| Rhinolophus hipposideros (Bechstein, 1800) | Kleine Hufeisennase | autochthon          |                    | (LC)    | 2    |      |

### Familie:Langflügelfledermäuse(Miniopteridae)
| wissenschaftlicher Name und Autor     | deutscher Name       | Herkunft und Status                                                                      | Verbreitungsgebiet | IUCN-RL | RL D | Bild |
| ------------------------------------- | -------------------- | ---------------------------------------------------------------------------------------- | ------------------ | ------- | ---- | ---- |
| Miniopterus schreibersii (Kuhl, 1817) | Langflügelfledermaus | autochthon (in Deutschland ausgestorben, letzte bekannte Kolonie 1958 in Süddeutschland) |                    | (VU)    | 0    |      |

### Familie:Glattnasen(Vespertilionidae)
| wissenschaftlicher Name und Autor                  | deutscher Name        | Herkunft und Status                     | Verbreitungsgebiet | IUCN-RL | RL D | Bild |
| -------------------------------------------------- | --------------------- | --------------------------------------- | ------------------ | ------- | ---- | ---- |
| Myotis alcathoe von Helversen & Heller, 2001       | Nymphenfledermaus     | autochthon                              |                    | (DD)    | 1    |      |
| Myotis bechsteinii (Kuhl, 1817)                    | Bechsteinfledermaus   | autochthon                              |                    | (NT)    | 2    |      |
| Myotis blythii (Tomes, 1857)                       | Kleines Mausohr       | Jagdhabitat                             |                    | (LC)    |      |      |
| Myotis brandtii (Eversmann, 1845)                  | Große Bartfledermaus  | autochthon                              |                    | (LC)    | *    |      |
| Myotis dasycneme (Boie, 1825)                      | Teichfledermaus       | autochthon                              |                    | (NT)    | G    |      |
| Myotis daubentonii (Kuhl, 1817)                    | Wasserfledermaus      | autochthon                              |                    | (LC)    | *    |      |
| Myotis emarginatus (É. Geoffroy, 1806)             | Wimperfledermaus      | autochthon                              |                    | (LC)    | 2    |      |
| Myotis myotis (Borkhausen, 1797)                   | Großes Mausohr        | autochthon                              |                    | (LC)    | *    |      |
| Myotis mystacinus (Kuhl, 1817)                     | Kleine Bartfledermaus | autochthon                              |                    | (LC)    | *    |      |
| Myotis nattereri (Kuhl, 1817)                      | Fransenfledermaus     | autochthon                              |                    | (LC)    | *    |      |
| Eptesicus nilssonii (Keyserling & Blasius, 1839)   | Nordfledermaus        | autochthon                              |                    | (LC)    | 3    |      |
| Eptesicus serotinus (Schreber, 1774)               | Breitflügelfledermaus | autochthon                              |                    | (LC)    | 3    |      |
| Nyctalus lasiopterus (Schreber, 1780)              | Riesenabendsegler     | Irrgast                                 |                    | (VU)    |      |      |
| Nyctalus leisleri (Kuhl, 1817)                     | Kleiner Abendsegler   | autochthon                              |                    | (LC)    | D    |      |
| Nyctalus noctula (Schreber, 1774)                  | Großer Abendsegler    | autochthon                              |                    | (LC)    | V    |      |
| Pipistrellus kuhlii (Kuhl, 1817)                   | Weißrandfledermaus    | autochthon                              |                    | (LC)    | *    |      |
| Pipistrellus nathusii (Keyserling & Blasius, 1839) | Rauhautfledermaus     | autochthon                              |                    | (LC)    | *    |      |
| Pipistrellus pipistrellus (Schreber, 1774)         | Zwergfledermaus       | autochthon                              |                    | (LC)    | *    |      |
| Pipistrellus pygmaeus (Leach, 1825)                | Mückenfledermaus      | autochthon                              |                    | (LC)    | *    |      |
| Barbastella barbastellus (Schreber, 1774)          | Mopsfledermaus        | autochthon                              |                    | (NT)    | 2    |      |
| Plecotus auritus (Linnaeus, 1758)                  | Braunes Langohr       | autochthon                              |                    | (LC)    | 3    |      |
| Plecotus austriacus (J. Fischer, 1829)             | Graues Langohr        | autochthon                              |                    | (NT)    | 1    |      |
| Hypsugo savii (Bonaparte, 1837)                    | Alpenfledermaus       | autochthon (vielleicht wiederbesiedelt) |                    | (LC)    | R    |      |
| Vespertilio murinus Linnaeus, 1758                 | Zweifarbfledermaus    | autochthon                              |                    | (LC)    | D    |      |

## Ordnung:Wale(Cetacea)

### Familie:Glattwale(Balaenidae)
| wissenschaftlicher Name und Autor  | deutscher Name         | Herkunft und Status                                     | Verbreitungsgebiet | IUCN-RL | RL D | Bild |
| ---------------------------------- | ---------------------- | ------------------------------------------------------- | ------------------ | ------- | ---- | ---- |
| Eubalaena glacialis (Müller, 1776) | Atlantischer Nordkaper | autochthon (in Deutschland ausgestorben, sonst Irrgast) |                    | (CR)    |      |      |

### Familie:Furchenwale(Balaenopteridae)
| wissenschaftlicher Name und Autor         | deutscher Name | Herkunft und Status | Verbreitungsgebiet | IUCN-RL | RL D | Bild |
| ----------------------------------------- | -------------- | ------------------- | ------------------ | ------- | ---- | ---- |
| Balaenoptera acutorostrata Lacépède, 1804 | Zwergwal       | Irrgast             |                    | (LC)    | 1    |      |
| Balaenoptera borealis Lesson, 1828        | Seiwal         | Irrgast             |                    | (EN)    |      |      |
| Balaenoptera physalus (Linnaeus, 1758)    | Finnwal        | Irrgast             |                    | (VU)    | U    |      |
| Megaptera novaeangliae (Borowski, 1781)   | Buckelwal      | Irrgast             |                    | (LC)    | U    |      |

### Familie:Delfine(Delphinidae)
| wissenschaftlicher Name und Autor       | deutscher Name      | Herkunft und Status                                              | Verbreitungsgebiet | IUCN-RL | RL D | Bild |
| --------------------------------------- | ------------------- | ---------------------------------------------------------------- | ------------------ | ------- | ---- | ---- |
| Delphinus delphis Linnaeus, 1758        | Gemeiner Delfin     | Irrgast                                                          |                    | (LC)    | U    |      |
| Globicephala melas (Traill, 1809)       | Grindwal            | Irrgast                                                          |                    | (LC)    |      |      |
| Grampus griseus (G. Cuvier, 1812)       | Rundkopfdelfin      | Irrgast                                                          |                    | (LC)    |      |      |
| Lagenorhynchus acutus (Gray, 1828)      | Weißseitendelfin    | autochthon                                                       |                    | (LC)    | U    |      |
| Lagenorhynchus albirostris (Gray, 1846) | Weißschnauzendelfin | autochthon                                                       |                    | (LC)    | R    |      |
| Orcinus orca (Linnaeus, 1758)           | Schwertwal          | Irrgast                                                          |                    | (DD)    |      |      |
| Pseudorca crassidens (Owen, 1846)       | Kleiner Schwertwal  | vielleicht Irrgast                                               |                    | (NT)    |      |      |
| Stenella coeruleoalba (Meyen, 1833)     | Blau-Weißer Delfin  | Irrgast                                                          |                    | (LC)    |      |      |
| Tursiops truncatus (Montagu, 1821)      | Großer Tümmler      | autochthon (in Deutschland ca. 1970 ausgestorben), heute Irrgast |                    | (LC)    | 0    |      |

### Familie:Gründelwale(Monodontidae)
| wissenschaftlicher Name und Autor    | deutscher Name        | Herkunft und Status | Verbreitungsgebiet | IUCN-RL | RL D | Bild |
| ------------------------------------ | --------------------- | ------------------- | ------------------ | ------- | ---- | ---- |
| Delphinapterus leucas (Pallas, 1776) | Weißwal (auch Beluga) | Irrgast             |                    | (LC)    |      |      |
| Monodon monoceros Linnaeus, 1758     | Narwal                | Irrgast             |                    | (LC)    |      |      |

### Familie:Schweinswale(Phocoenidae)
| wissenschaftlicher Name und Autor  | deutscher Name           | Herkunft und Status | Verbreitungsgebiet | IUCN-RL | RL D | Bild |
| ---------------------------------- | ------------------------ | ------------------- | ------------------ | ------- | ---- | ---- |
| Phocoena phocoena (Linnaeus, 1758) | Gewöhnlicher Schweinswal | autochthon          |                    | (LC)    | 2    |      |

### Familie:Kogiidae
| wissenschaftlicher Name und Autor  | deutscher Name | Herkunft und Status   | Verbreitungsgebiet | IUCN-RL | RL D | Bild |
| ---------------------------------- | -------------- | --------------------- | ------------------ | ------- | ---- | ---- |
| Kogia breviceps (Blainville, 1838) | Zwergpottwal   | vielleicht autochthon |                    | (LC)    |      |      |

### Familie:Pottwale(Physeteridae)
| wissenschaftlicher Name und Autor     | deutscher Name | Herkunft und Status | Verbreitungsgebiet | IUCN-RL | RL D | Bild |
| ------------------------------------- | -------------- | ------------------- | ------------------ | ------- | ---- | ---- |
| Physeter macrocephalus Linnaeus, 1758 | Pottwal        | Irrgast             |                    | (VU)    |      |      |

### Familie:Schnabelwale(Ziphiidae)
| wissenschaftlicher Name und Autor     | deutscher Name      | Herkunft und Status   | Verbreitungsgebiet | IUCN-RL | RL D | Bild |
| ------------------------------------- | ------------------- | --------------------- | ------------------ | ------- | ---- | ---- |
| Hyperoodon ampullatus (Forster, 1770) | Nördlicher Entenwal | Irrgast               |                    | (NT)    |      |      |
| Mesoplodon bidens (Sowerby, 1804)     | Sowerby-Zweizahnwal | Irrgast               |                    | (LC)    |      |      |
| Ziphius cavirostris G. Cuvier, 1823   | Cuvier-Schnabelwal  | vielleicht autochthon |                    | (LC)    |      |      |

## Ordnung:Paarhufer(Artiodactyla)

### Familie:Hornträger(Bovidae)
| wissenschaftlicher Name und Autor    | deutscher Name       | Herkunft und Status                                                  | Verbreitungsgebiet | IUCN-RL | RL D | Bild |
| ------------------------------------ | -------------------- | -------------------------------------------------------------------- | ------------------ | ------- | ---- | ---- |
| Bison bonasus (Linnaeus, 1758)       | Wisent               | autochthon (in Deutschland vor 1700 ausgestorben, 2013 ausgewildert) |                    | (NT)    | 0    |      |
| Bos taurus Linnaeus, 1758            | Hausrind             | autochthon (vielleicht ausgewildert)                                 |                    | (NE)    |      |      |
| Capra ibex Linnaeus, 1758            | Alpensteinbock       | autochthon (ausgewildert)                                            |                    | (LC)    | R    |      |
| Ovis gmelini musimon Linnaeus, 1758  | Europäischer Mufflon | allochthon (eingeführt)                                              |                    | (NT)    | /    |      |
| Rupicapra rupicapra (Linnaeus, 1758) | Gämse                | autochthon                                                           |                    | (LC)    | V    |      |

### Familie:Hirsche(Cervidae)
| wissenschaftlicher Name und Autor    | deutscher Name | Herkunft und Status                                     | Verbreitungsgebiet | IUCN-RL | RL D | Bild |
| ------------------------------------ | -------------- | ------------------------------------------------------- | ------------------ | ------- | ---- | ---- |
| Alces alces (Linnaeus, 1758)         | Elch           | autochthon (vor 1800 letzter Nachweis, Wiederbesiedler) |                    | (LC)    | R    |      |
| Capreolus capreolus (Linnaeus, 1758) | Reh            | autochthon                                              |                    | (LC)    | *    |      |
| Rangifer tarandus (Linnaeus, 1758)   | Ren            | autochthon (in Deutschland ausgestorben)                |                    | (VU)    |      |      |
| Cervus elaphus Linnaeus, 1758        | Rothirsch      | autochthon                                              |                    | (LC)    | *    |      |
| Cervus nippon Temminck, 1838         | Sikahirsch     | allochthon (eingeführt)                                 |                    | (LC)    | /    |      |
| Dama dama (Linnaeus, 1758)           | Damhirsch      | allochthon (eingeführt)                                 |                    | (LC)    | /    |      |

### Familie:Echte Schweine(Suidae)
| wissenschaftlicher Name und Autor | deutscher Name | Herkunft und Status | Verbreitungsgebiet | IUCN-RL | RL D | Bild |
| --------------------------------- | -------------- | ------------------- | ------------------ | ------- | ---- | ---- |
| Sus scrofa Linnaeus, 1758         | Wildschwein    | autochthon          |                    | (LC)    | *    |      |

## Ordnung:Unpaarhufer(Perissodactyla)

### Familie:Equidae
| wissenschaftlicher Name und Autor | deutscher Name | Herkunft und Status                                           | Verbreitungsgebiet | IUCN-RL | RL D | Bild |
| --------------------------------- | -------------- | ------------------------------------------------------------- | ------------------ | ------- | ---- | ---- |
| Equus caballus Linnaeus, 1758     | Wildpferd      | autochthon (ausgestorben vor 1500), (vielleicht ausgewildert) |                    | (EN)    | 0    |      |

## Ordnung:Raubtiere(Carnivora)

### Familie:Hunde(Canidae)
| wissenschaftlicher Name und Autor     | deutscher Name | Herkunft und Status          | Verbreitungsgebiet | IUCN-RL | RL D | Bild |
| ------------------------------------- | -------------- | ---------------------------- | ------------------ | ------- | ---- | ---- |
| Canis aureus Linnaeus, 1758           | Goldschakal    | autochthon                   |                    | (LC)    | U    |      |
| Canis lupus Linnaeus, 1758            | Wolf           | autochthon (Wiederbesiedler) |                    | (LC)    | 3    |      |
| Nyctereutes procyonoides (Gray, 1834) | Marderhund     | allochthon                   |                    | (LC)    | /    |      |
| Vulpes vulpes (Linnaeus, 1758)        | Rotfuchs       | autochthon                   |                    | (LC)    | *    |      |

### Familie:Bären(Ursidae)
| wissenschaftlicher Name und Autor | deutscher Name | Herkunft und Status                                              | Verbreitungsgebiet | IUCN-RL | RL D | Bild |
| --------------------------------- | -------------- | ---------------------------------------------------------------- | ------------------ | ------- | ---- | ---- |
| Ursus arctos Linnaeus, 1758       | Braunbär       | autochthon (in Deutschland ca. 1835 ausgestorben, heute Irrgast) |                    | (LC)    | 0    |      |

### Familie:Marder(Mustelidae)
| wissenschaftlicher Name und Autor | deutscher Name                  | Herkunft und Status                                                    | Verbreitungsgebiet | IUCN-RL | RL D | Bild |
| --------------------------------- | ------------------------------- | ---------------------------------------------------------------------- | ------------------ | ------- | ---- | ---- |
| Lutra lutra (Linnaeus, 1758)      | Fischotter                      | autochthon                                                             |                    | (NT)    | 3    |      |
| Martes foina (Erxleben, 1777)     | Steinmarder                     | autochthon                                                             |                    | (LC)    | *    |      |
| Martes martes (Linnaeus, 1758)    | Baummarder                      | autochthon                                                             |                    | (LC)    | V    |      |
| Meles meles (Linnaeus, 1758)      | Europäischer Dachs              | autochthon                                                             |                    | (LC)    | *    |      |
| Mustela erminea Linnaeus, 1758    | Hermelin                        | autochthon                                                             |                    | (LC)    | D    |      |
| Mustela eversmanii Lesson, 1827   | Steppeniltis                    | vermutlich Irrgast                                                     |                    | (LC)    | U    |      |
| Mustela lutreola (Linnaeus, 1761) | Europäischer Nerz               | autochthon (in Deutschland ausgestorben, 1925 letzter Nerz beobachtet) |                    | (CR)    | 0    |      |
| Mustela nivalis Linnaeus, 1766    | Mauswiesel                      | autochthon                                                             |                    | (LC)    | D    |      |
| Mustela putorius Linnaeus, 1758   | Europäischer Iltis              | autochthon                                                             |                    | (LC)    | 3    |      |
| Neovison vison (Schreber, 1777)   | Amerikanischer Nerz (auch Mink) | allochthon (eingeführt)                                                |                    | (LC)    | /    |      |

### Familie:Kleinbären(Procyonidae)
| wissenschaftlicher Name und Autor | deutscher Name | Herkunft und Status     | Verbreitungsgebiet | IUCN-RL | RL D | Bild |
| --------------------------------- | -------------- | ----------------------- | ------------------ | ------- | ---- | ---- |
| Procyon lotor (Linnaeus, 1758)    | Waschbär       | allochthon (eingeführt) |                    | (LC)    | /    |      |

### Familie:Odobenidae
| wissenschaftlicher Name und Autor  | deutscher Name | Herkunft und Status | Verbreitungsgebiet | IUCN-RL | RL D | Bild |
| ---------------------------------- | -------------- | ------------------- | ------------------ | ------- | ---- | ---- |
| Odobenus rosmarus (Linnaeus, 1758) | Walross        | Irrgast             |                    | (VU)    |      |      |

### Familie:Hundsrobben(Phocidae)
| wissenschaftlicher Name und Autor         | deutscher Name | Herkunft und Status          | Verbreitungsgebiet | IUCN-RL | RL D | Bild |
| ----------------------------------------- | -------------- | ---------------------------- | ------------------ | ------- | ---- | ---- |
| Cystophora cristata (Erxleben, 1777)      | Klappmütze     | Irrgast                      |                    | (VU)    |      |      |
| Erignathus barbatus (Erxleben, 1777)      | Bartrobbe      | Irrgast                      |                    | (LC)    |      |      |
| Halichoerus grypus (Fabricius, 1791)      | Kegelrobbe     | autochthon (Wiederbesiedler) |                    | (LC)    | 3/2  |      |
| Pagophilus groenlandicus (Erxleben, 1777) | Sattelrobbe    | Irrgast                      |                    | (LC)    |      |      |
| Phoca vitulina Linnaeus, 1758             | Seehund        | autochthon                   |                    | (LC)    | G    |      |
| Pusa hispida (Schreber, 1775)             | Ringelrobbe    | Irrgast                      |                    | (LC)    |      |      |

### Familie:Katzen(Felidae)
| wissenschaftlicher Name und Autor | deutscher Name    | Herkunft und Status          | Verbreitungsgebiet | IUCN-RL | RL D | Bild |
| --------------------------------- | ----------------- | ---------------------------- | ------------------ | ------- | ---- | ---- |
| Felis silvestris Schreber, 1777   | Wildkatze         | autochthon                   |                    | (LC)    | 3    |      |
| Lynx lynx (Linnaeus, 1758)        | Eurasischer Luchs | autochthon (Wiederbesiedler) |                    | (LC)    | 1    |      |

### Familie:Schleichkatzen(Viverridae)
| wissenschaftlicher Name und Autor | deutscher Name          | Herkunft und Status                          | Verbreitungsgebiet | IUCN-RL | RL D | Bild |
| --------------------------------- | ----------------------- | -------------------------------------------- | ------------------ | ------- | ---- | ---- |
| Genetta genetta (Linnaeus, 1758)  | Kleinfleck-Ginsterkatze | allochthon (vielleicht nicht akklimatisiert) |                    | (LC)    |      |      |